# باتريك بوتا
باتريك بوتا (بالإنجليزية: Patrick Botha)‏ (23 يناير 1990 - ) هو لاعب كريكت جنوب أفريقي.

## وصلات خارجية
- باتريك بوتا على موقع إي آس بي آن كريك إنفو (الإنجليزية)